# Gonçalo Velho Cabral

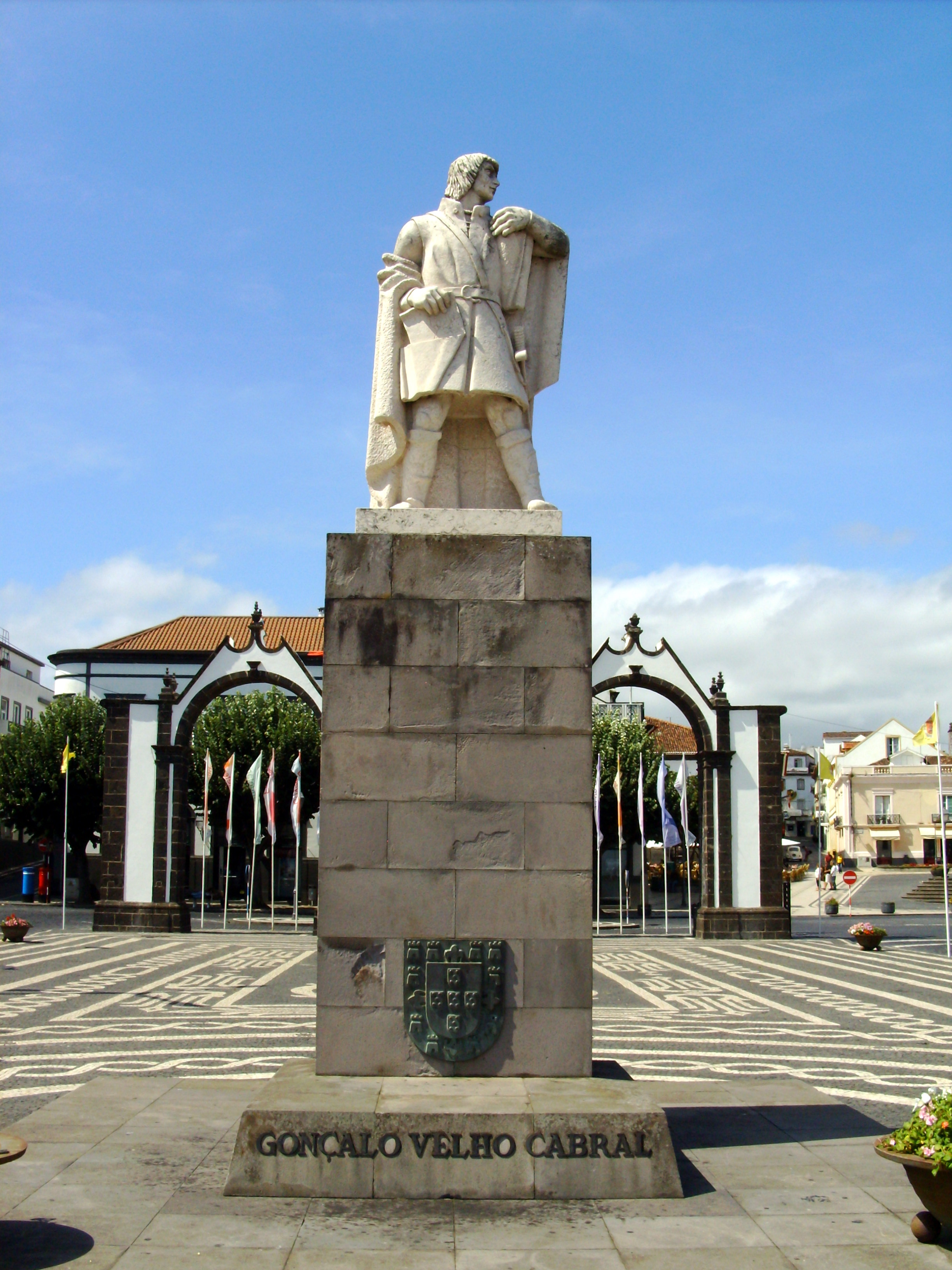
Standbeeld voor Gonçalo Velho op São Miguel

Gonçalo Velho Cabral, was een 15de-eeuws Portugees ontdekkingsreiziger in de  Atlantische Oceaan en de waarschijnlijke ontdekker van de Azoren. Hij vestigde zich daar, en bracht andere families en vee naar het eiland Santa Maria.
Men nam aan dat hij de eerste zeven eilanden van de Azoren ontdekte in 1432, maar de maritieme kaart van Gabriel de Valsequa uit 1439 noemt een zekere Diogo de Silves als hun ontdekker in 1427.